# Dicranomyia milkurli
Dicranomyia milkurli là một loài ruồi trong họ Limoniidae. Chúng phân bố ở miền Australasia.